# Station Karl-Bonhoeffer-Nervenklinik
Karl-Bonhoeffer-Nervenklinik is een station van de S-Bahn van Berlijn, gelegen op de grens van de Berlijnse stadsdelen Wittenau en Reinickendorf, nabij het gelijknamige ziekenhuis. Het huidige S-Bahnstation opende op 1 oktober 1893 aan de Kremmener Bahn. Het gelijknamige metrostation kwam in gebruik op 24 september 1994 en is onderdeel van lijn U8. Beide stations liggen ongeveer 250 meter uit elkaar en zijn niet fysiek met elkaar verbonden; overstappende reizigers moeten een stuk over de openbare weg lopen.

## S-Bahnstation
Op 1 oktober 1893 kwam het eerste deel van de Kremmener Bahn in gebruik tussen Berlijn en Velten, ruim twee maanden later volgde het traject tot Kremmen. De enkelsporige lijn, die in Reinickendorf aftakte van de Preußische Nordbahn, kreeg onder andere een station in Dalldorf, dat ter onderscheiding van station Dalldorf op de Nordbahn de toevoeging Kremmener Bahn droeg. Aan de Saalmannstraße, ten zuiden van het perron, verrees een klein, landelijk aandoend stationsgebouwtje met een wolfsdak, dat inmiddels onder monumentenbescherming staat. Nadat Dalldorf in 1905 was omgedoopt tot Wittenau, ging het station Wittenau (Kremmener Bahn) heten. In hetzelfde jaar werd de voorheen op maaiveldniveau verlopende Kremmener Bahn tussen Reinickendorf en Tegel omhooggebracht en verdubbeld. Voortaan had station Wittenau een eilandperron met twee sporen, te bereiken via een tunnel naar de zijkant van het tegen de spoordijk gelegen stationsgebouw.
In 1910 werd het tracé van de Kremmener Bahn tot Velten opgenomen in het Berlijnse voorstadsnet, waarvoor een speciaal, gereduceerd tarief gold. In 1927 werd de lijn bovendien geëelektrificeerd en gingen de eerste echte S-Bahntreinen stoppen in station Wittenau.
In 1945 werd het tweede spoor in station Wittenau opgebroken, de Kremmener Bahn werd weer enkelsporig. In het naoorlogse gedeelde Berlijn werd de S-Bahn, ook in het westen van de stad, geëxploiteerd door de Oost-Duitse spoorwegen (Deutsche Reichsbahn). Na de bouw van de Muur in 1961 werd de S-Bahn hierdoor in West-Berlijn meer en meer geboycot. Veel lijnen werden verwaarloosd en de diensten werden steeds verder ingekrompen. De Kremmener Bahn bleef echter in gebruik, ook toen de DR na een staking van het West-Berlijnse S-Bahnpersoneel in 1980 de dienst op een groot aantal trajecten geheel staakte. De overname van het westelijke S-Bahnnet door stadsvervoerbedrijf BVG in 1984 betekende alsnog een voorlopige sluiting voor de Kremmener Bahn en station Wittenau.
Nadat de nog altijd enkelsporige lijn was opgeknapt gingen er in mei 1995 weer treinen rijden. Het heropende station Wittenau werd tegelijkertijd hernoemd tot Karl-Bonhoeffer-Nervenklinik, in overeenstemming met het gelijknamige, een jaar eerder geopende metrostation. Sindsdien wordt het station bediend door lijn S25, die elke twintig minuten Hennigsdorf verbindt met Teltow via het centrum van Berlijn.